# Iris (Automarke)

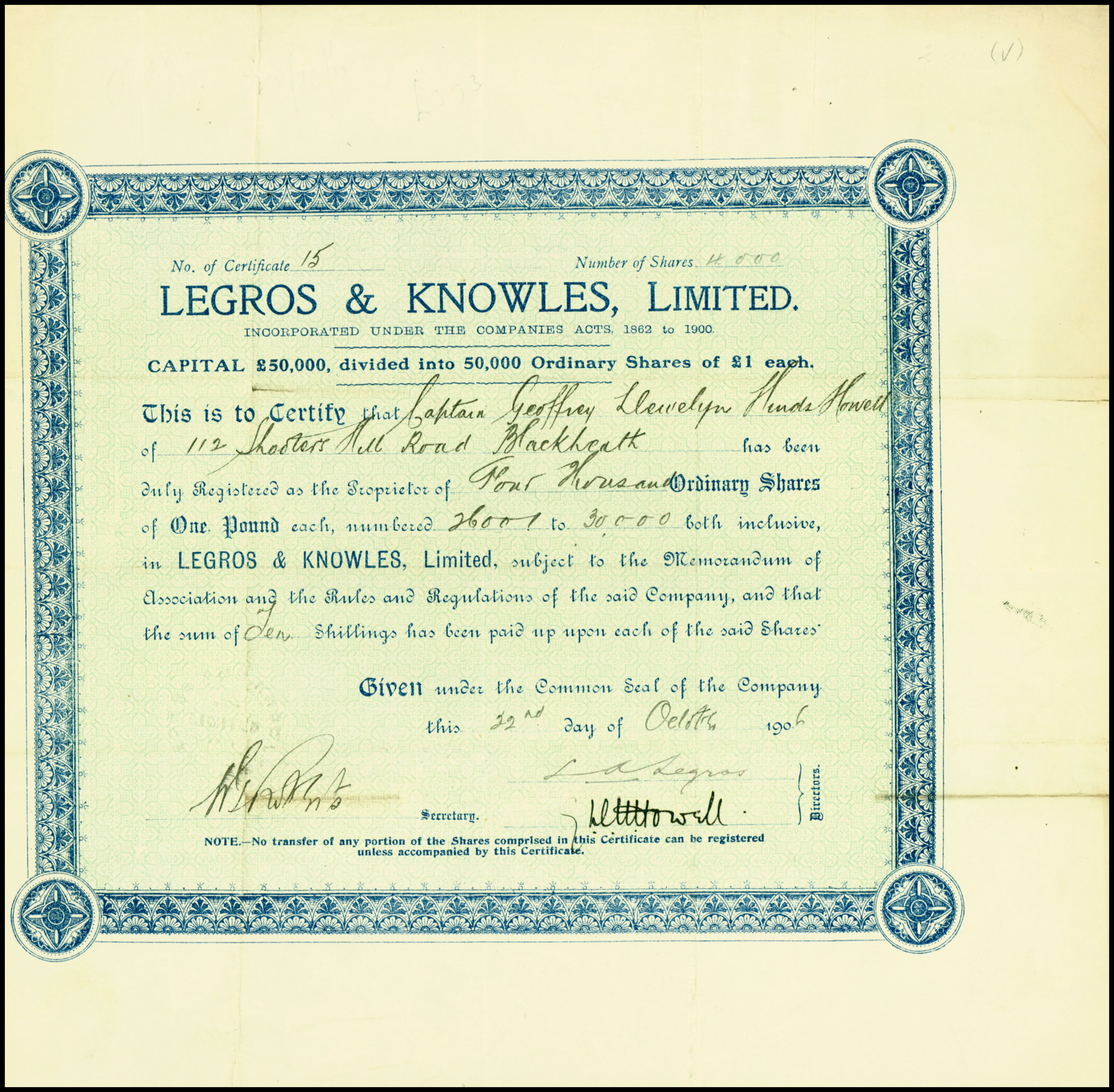
Aktie der Legros & Knowles Ltd vom 22. Oktober 1906

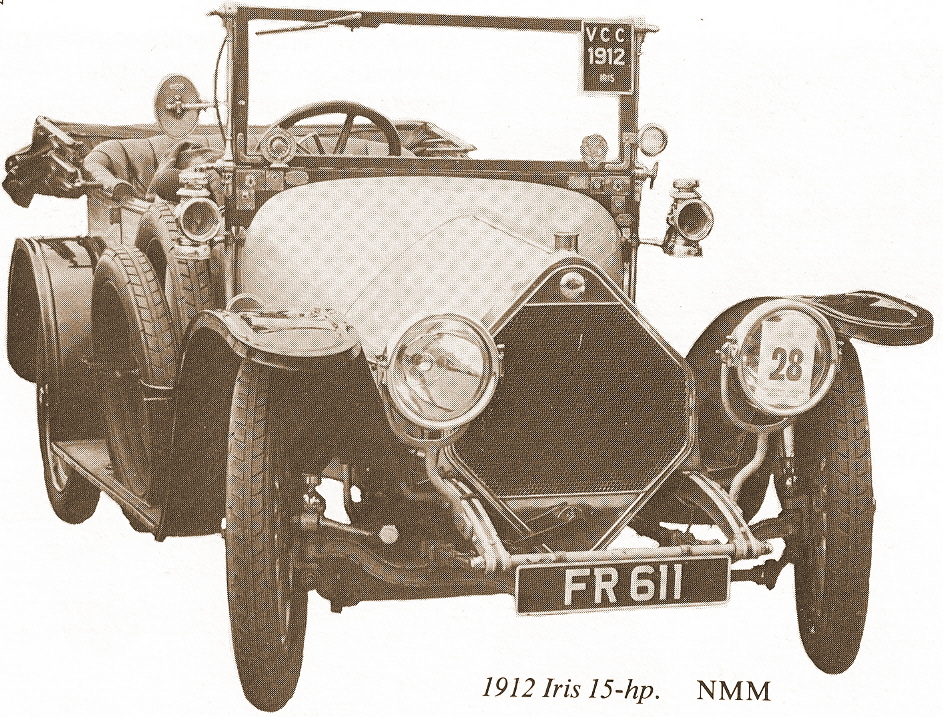
Iris 15 HP (1912)

Iris war eine britische Automobilmarke.

## Unternehmensgeschichte
Lucien Alphonse Legros und Guy Knowles gründeten 1904 das Unternehmen Legros & Knowles Ltd. im Londoner Stadtteil Willesden. Sie waren im Bereich Getriebe und Fahrzeugreparatur tätig. Bereits im gleichen Jahr präsentierten sie zwei Fahrzeuge auf der Olympia Show unter dem Markennamen Legros & Knowles, die allerdings nicht zeitgemäß waren. Ivon de Havilland entwarf ein neues Modell, das im November 1905 unter dem Markennamen Iris präsentiert wurde. Die Serienproduktion begann. Iris Cars Ltd. wurde 1907 als Vertriebsgesellschaft gegründet. Ihr Zusammenbruch im Jahre 1908 führte 1909 zur Gründung einer neuen Iris Cars Ltd., die auch Legros & Knowles Ltd.  übernahm. Das Unternehmen wurde von George Augustus Mower geleitet und hatte seinen Sitz in Aylesbury. Bis 1911 war C. K. Edwards der Konstrukteur, danach Frank T. Burgess. 1913 wurde das Werk in Willesden aufgegeben, das zuletzt nur noch Teile herstellte. Mit Ausbruch des Ersten Weltkriegs endete die Produktion. 1919 entstand ein letztes Fahrzeug, aber drei Modelle wurden noch bis 1925 angeboten. Bis heute erhalten geblieben ist vermutlich nur ein Exemplar dieser Marke.

## Fahrzeuge

### Markenname Legros & Knowles
Das einzige Modell hatte einen Vierzylindermotor mit 20 PS Leistung.

### Markenname Iris
Die Iris waren Luxusfahrzeuge mit großen, wassergekühlten Vierzylinder-Reihenmotoren. Zwischen 1906 und 1908 entstand ein Sechszylindermodell 40 HP, das aber vermutlich nur einmal gebaut wurde. Auffälliges Merkmal aller Modelle war der Kühlergrill in Rautenform. Das Markenemblem zeigte ab 1909 Blumen in Grün und Blau, entworfen von Clive Harrington.

## Modelle
| Modell    | Bauzeitraum | Zylinder | Hubraum  | Radstand     |
| 25/30 HP  | 1906–1915   | 4 Reihe  | 4874 cm³ | 3048 mm      |
| 35/40 HP  | 1906–1915   | 4 Reihe  | 6735 cm³ | 3048–3353 mm |
| 40 HP     | 1906–1908   | 6 Reihe  | 7311 cm³ | 3353 mm      |
| New 25 HP | 1909–1925   | 4 Reihe  | 4874 cm³ | 3124 mm      |
| New 35 HP | 1909        | 4 Reihe  | 6735 cm³ | 3048–3353 mm |
| 15 HP     | 1910–1925   | 4 Reihe  | 2292 cm³ | 2845 mm      |
| 15.9 HP   | 1914        | 4 Reihe  | 2610 cm³ | 2845 mm      |
| 25 HP     | 1914–1925   | 4 Reihe  | 4874 cm³ | 3200 mm      |